# 笹氣健治
笹氣 健治（ささき けんじ、1967年 - ）は、日本の心理カウンセラー、メンタルトレーナー。宮城県仙台市出身、在住。国際基督教大学教養学部卒業。
大学卒業後、ＮＴＴ（東京支社）に入社。1996年に仙台に戻り、スポーツクラブ「グラン・スポール」の経営に携わる。2004年から同社代表取締役社長。
2002年より堀之内高久（元・横浜国立大学保健管理センター准教授・臨床心理士）に師事し心理カウンセリングを学ぶ。ビジネスパーソンやアスリートへのメンタルトレーニング、ストレス対処やコミュニケーションをテーマにした本の執筆、講演など幅広く活動。東北学院大学非常勤講師（2014～2018）、産業カウンセラー

## 著書一覧
- 『なぜあなたはその仕事を先送りしてしまうのか？ 行動のための自己変革トレーニング（監修:堀之内高久）』（2005年、秀和システム）
- 『「仕事がイヤ！」を楽にするための本 自己変革を起こす心理モードマトリクス（監修:堀之内高久）』（2005年、秀和システム）
- 『「やる気」のある自分に出会える本』（2006年、スリーエーネットワーク）
- 『なぜあなたはその仕事を抱え込んでしまうのか? 自己変革のための問題解決レッスン（監修:堀之内高久）』（2006年、秀和システム）
- 『幸せに近づくコミュニケーションの処方箋 会社の人と自分を好きになれるQ＆A集』（2007年、ナナ・コーポレート・コミュニケーション）
- 『なぜか「いい仕事」が舞い込む人になる方法 仕事を楽しむための黄金律』（2008年、PHP研究所）
- 『仕事も人間関係もイヤなことは1週間で終わらせるコツ』（2008年、すばる舎）
- 『なぜあなたの勉強は続かないのか? 心理カウンセラーが教えるすごい方法』 （2008年、青春出版社）
- 『へこんだとき、つらいとき 3分で立ち直る方法』（2009年、大和書房）
- 『いつも面倒くさいと思ってしまうあなたへ 前向きな自分になれるタイプ別対処法』（2009年、PHP研究所）
- 『なぜ月曜の朝はつらいのか?（エクササイズ監修:野村健一郎）』（2009年、東京書籍）
- 『なぜあなたはその仕事を先送りしてしまうのか? 行動のための自己変革トレーニング（文庫版）』（2009年、大和書房）
- 『返事は5秒!失敗しない断り方のルール 人間関係で損しないコミュニケーション術』（2010年、ビジネス社）
- 『仕事にくたくたになったら読む本』（2010年、中経出版）
- 『イヤな空気を一瞬で変える方法』（2010年、WAVE出版）
- 『1日5分で切り替え上手　心の免疫力あっぷ↑』（2011年、日本能率協会マネジメントセンター）
- 『コミュニケーションスキルを磨く40のポイント』（2012年、メディアパル）
- 『「クヨクヨしない」技術』 （2012年、PHP研究所）
- 『仕事の悩みを引きずらない技術 』（2013年、PHP研究所）
- 『脱！ひきずる自分　明日はスッキリ立ち直り術』（2015年、日本能率協会マネジメントセンター）
- 『3分で立ち直る方法』 （2016年、文響社）